# Vinter-OL 1968
Vinter-OL 1968, officielt De X Olympiske Vinterlege, blev afholdt i 1968 i Grenoble, Frankrig. Det var de første olympiske lege, hvor Vest- og Østtyskland havde hvert deres hold.

## Medaljer
Dette er den fulde liste over medaljeantal fra Vinter-OL 1968. Listen er sorteret efter antallet af guldmedaljer vundet af hvert land, hvis to lande har lige mange guldmedaljer kigges på antallet af sølvmedaljer og til sidst antallet af bronzemedaljer. Hvis to lande stadig ligger lige deles placeringen imellem dem, og de listes alfabetisk.
Værtslandet er fremhævet og højeste antal medaljer i hver kategori er markeret med fed skrift.
| Medaljefordelingen ved vinter-OL 1968 | Medaljefordelingen ved vinter-OL 1968 | Medaljefordelingen ved vinter-OL 1968 | Medaljefordelingen ved vinter-OL 1968 | Medaljefordelingen ved vinter-OL 1968 |       |
| ------------------------------------- | ------------------------------------- | ------------------------------------- | ------------------------------------- | ------------------------------------- | ----- |
| Nr.                                   | Land                                  | Guld                                  | Sølv                                  | Bronze                                | Total |
| 1                                     | Norge                                 | 6                                     | 6                                     | 2                                     | 14    |
| 2                                     | Sovjetunionen                         | 5                                     | 5                                     | 3                                     | 13    |
| 3                                     | Frankrig                              | 4                                     | 3                                     | 2                                     | 9     |
| 4                                     | Italien                               | 4                                     | 0                                     | 0                                     | 4     |
| 5                                     | Østrig                                | 3                                     | 4                                     | 4                                     | 11    |
| 6                                     | Holland                               | 3                                     | 3                                     | 3                                     | 9     |
| 7                                     | Sverige                               | 3                                     | 2                                     | 3                                     | 8     |
| 8                                     | Vesttyskland                          | 2                                     | 2                                     | 3                                     | 7     |
| 9                                     | USA                                   | 1                                     | 5                                     | 1                                     | 7     |
| 10                                    | Finland                               | 1                                     | 2                                     | 2                                     | 5     |
| 10                                    | Østtyskland                           | 1                                     | 2                                     | 2                                     | 5     |
| 12                                    | Tjekkoslovakiet                       | 1                                     | 2                                     | 1                                     | 4     |
| 13                                    | Canada                                | 1                                     | 1                                     | 1                                     | 3     |
| 14                                    | Schweiz                               | 0                                     | 2                                     | 4                                     | 6     |
| 15                                    | Rumænien                              | 0                                     | 0                                     | 1                                     | 1     |
| Total                                 | Total                                 | 35                                    | 39                                    | 32                                    | 106   |

## Ishockey
Ishockeyturneringen blev spillet i Grenoble i perioden 4. – 17. februar 1968. Turneringen gjaldt også som det 35. VM i ishockey, og for de europæiske hold gjaldt den endvidere som det 46. EM i ishockey.
Turneringen havde deltagelse af 14 hold. Heraf havde de 13 kvalificeret sig fra VM i ishockey 1967, mens Frankrig som værtsland var direkte kvalificeret. Holdene var seedet efter deres placering ved sidste VM. De fem bedste hold (nr. 1-5 fra A-VM) gik direkte i finalerunden, de seks næste hold (nr. 6-8 fra A-VM og de tre bedste hold fra B-VM) startede i udskilningsrunden, hvor de spillede om de sidste tre pladser i finalerunden, mens de tre tabere måtte tage til takke med spil i placeringsrunden sammen med de sidste tre useedede hold.
I finalerunden spillede de otte hold, udover om olympiske medaljer, om seks pladser ved næste A-VM i ishockey.

### Udskilningsrunde
| Dato            | Kamp                    | Resultat | Perioder      |
| --------------- | ----------------------- | -------- | ------------- |
| 4. februar 1968 | DDR - Norge             | 3-1      | 2-1, 1-0, 0-0 |
| 4. februar 1968 | Vesttyskland - Rumænien | 7-0      | 1-0, 3-0, 3-0 |
| 4. februar 1968 | Finland - Jugoslavien   | 11-2     | 3-0, 6-0, 2-2 |

Dermed kvalificerede DDR, Vesttyskland og Finland sig til finalerunden, mens Norge, Rumænien og Jugoslavien måtte tage til takke med at spille i placeringsrunden om placeringerne 9-14.

### Placeringsrunde
De tre tabere fra udskilningsrunden spillede sammen med Østrig, Japan og Frankrig om placeringerne 9-14.
| Dato             | Kamp                 | Res. | Perioder      |
| ---------------- | -------------------- | ---- | ------------- |
| 7. februar 1968  | Jugoslavien - Japan  | 5-1  | 2-0, 0-0, 3-1 |
| 7. februar 1968  | Rumænien - Østrig    | 3-2  | 2-1, 1-1, 0-0 |
| 8. februar 1968  | Norge - Frankrig     | 4-1  | 1-1, 2-0, 1-0 |
| 9. februar 1968  | Rumænien - Frankrig  | 7-3  | 2-0, 2-0, 3-3 |
| 9. februar 1968  | Jugoslavien - Østrig | 6-0  | 2-0, 2-0, 2-0 |
| 10. februar 1968 | Japan - Norge        | 4-0  | 2-0, 2-0, 0-0 |
| 11. februar 1968 | Østrig - Frankrig    | 5-2  | 1-0, 3-2, 1-0 |
| 12. februar 1968 | Japan - Rumænien     | 5-4  | 3-0, 1-3, 1-1 |

| Dato             | Kamp                   | Res. | Perioder      |
| ---------------- | ---------------------- | ---- | ------------- |
| 12. februar 1968 | Norge - Østrig         | 5-4  | 3-1, 2-1, 0-2 |
| 13. februar 1968 | Jugoslavien - Frankrig | 10-1 | 6-0, 1-0, 3-1 |
| 14. februar 1968 | Norge - Rumænien       | 4-3  | 2-2, 1-1, 1-0 |
| 15. februar 1968 | Japan - Østrig         | 11-1 | 1-0, 6-0, 4-1 |
| 16. februar 1968 | Jugoslavien - Rumænien | 9-5  | 5-3, 1-1, 3-1 |
| 17. februar 1968 | Japan - Frankrig       | 6-2  | 0-0, 4-0, 2-2 |
| 17. februar 1968 | Jugoslavien - Norge    | 3-2  | 1-1, 0-0, 2-1 |

| Placeringsrunde | Placeringsrunde | Kampe | Vund. | Uafgj. | Tabte | Mål   | Point |
| --------------- | --------------- | ----- | ----- | ------ | ----- | ----- | ----- |
| 9.              | Jugoslavien     | 5     | 5     | 0      | 0     | 33-9  | 10    |
| 10.             | Japan           | 5     | 4     | 0      | 1     | 27-12 | 8     |
| 11.             | Norge           | 5     | 3     | 0      | 2     | 15-15 | 6     |
| 12.             | Rumænien        | 5     | 2     | 0      | 3     | 22-23 | 4     |
| 13.             | Østrig          | 5     | 1     | 0      | 4     | 12-27 | 2     |
| 14.             | Frankrig        | 5     | 0     | 0      | 5     | 9-32  | 0     |

### Finalerunde
| Dato  | Kamp                           | Res. | Perioder      |
| ----- | ------------------------------ | ---- | ------------- |
| 6.2.  | Sovjetunionen - Finland        | 8-0  | 3-0, 2-0, 3-0 |
| 6.2.  | Tjekkoslovakiet - USA          | 5-1  | 1-1, 2-0, 2-0 |
| 6.2.  | Canada - Vesttyskland          | 6-1  | 0-0, 4-1, 2-0 |
| 7.2.  | Sverige - USA                  | 4-3  | 0-0, 4-2, 0-1 |
| 7.2.  | Sovjetunionen - DDR            | 9-0  | 4-0, 2-0, 3-0 |
| 8.2.  | Tjekkoslovakiet - Vesttyskland | 5-1  | 1-0, 2-0, 2-1 |
| 8.2.  | Finland - Canada               | 5-2  | 2-1, 1-0, 2-1 |
| 9.2.  | Sverige - Vesttyskland         | 5-4  | 4-3, 0-0, 1-1 |
| 9.2.  | Sovjetunionen - USA            | 10-2 | 6-0, 4-2, 0-0 |
| 9.2.  | Canada - DDR                   | 11-0 | 4-0, 4-0, 3-0 |
| 10.2. | Tjekkoslovakiet - Finland      | 4-3  | 0-1, 3-0, 1-2 |
| 10.2. | Sverige - DDR                  | 5-2  | 1-0, 2-1, 2-1 |
| 11.2. | Canada - USA                   | 3-2  | 1-2, 0-0, 2-0 |
| 11.2. | Sovjetunionen - Vesttyskland   | 9-1  | 4-1, 4-0, 1-0 |

| Dato  | Kamp                            | Res. | Perioder      |
| ----- | ------------------------------- | ---- | ------------- |
| 12.2. | Tjekkoslovakiet - DDR           | 10-3 | 5-2, 1-0, 4-1 |
| 12.2. | Sverige - Finland               | 5-1  | 1-0, 2-1, 2-0 |
| 12.2. | USA - Vesttyskland              | 8-1  | 2-1, 4-0, 2-0 |
| 13.2. | Sovjetunionen - Sverige         | 3-2  | 1-1, 0-0, 2-1 |
| 13.2. | Canada - Tjekkoslovakiet        | 3-2  | 0-0, 3-0, 0-2 |
| 14.2. | Finland - DDR                   | 3-2  | 2-1, 1-0, 0-1 |
| 15.2. | USA - DDR                       | 6-4  | 3-1, 1-1, 2-2 |
| 15.2. | Canada - Sverige                | 3-0  | 2-0, 0-0, 1-0 |
| 15.2. | Tjekkoslovakiet - Sovjetunionen | 5-4  | 3-1, 1-1, 1-2 |
| 16.2. | Finland - Vesttyskland          | 4-1  | 2-1, 1-0, 1-0 |
| 17.2. | Finland - USA                   | 1-1  | 1-1, 0-0, 0-0 |
| 17.2. | Vesttyskland - DDR              | 4-2  | 1-0, 2-1, 1-1 |
| 17.2. | Sovjetunionen - Canada          | 5-0  | 1-0, 1-0, 3-0 |
| 17.2. | Sverige - Tjekkoslovakiet       | 2-2  | 1-1, 0-1, 1-0 |

| Finalerunde | Finalerunde     | Kampe | Vund. | Uafgj. | Tabte | Mål   | Point |
| ----------- | --------------- | ----- | ----- | ------ | ----- | ----- | ----- |
| Guld        | Sovjetunionen   | 7     | 6     | 0      | 1     | 48-10 | 12    |
| Sølv        | Tjekkoslovakiet | 7     | 5     | 1      | 1     | 33-17 | 11    |
| Bronze      | Canada          | 7     | 5     | 0      | 2     | 28-15 | 10    |
| 4.          | Sverige         | 7     | 4     | 1      | 2     | 23-18 | 9     |
| 5.          | Finland         | 7     | 3     | 1      | 3     | 17-23 | 7     |
| 6.          | USA             | 7     | 2     | 1      | 4     | 23-28 | 5     |
| 7.          | Vesttyskland    | 7     | 1     | 0      | 6     | 13-39 | 2     |
| 8.          | DDR             | 7     | 0     | 0      | 7     | 13-48 | 0     |
De seks bedste hold kvalificerede sig til A-VM 1969, mens de to sidste hold måtte spille B-VM 1969.

### Medaljevindere
| Guld | Sølv | Bronze |
| Sovjetunionen | Tjekkoslovakiet | Canada |
| Veniamin Alexandrov Viktor Blinov Vitali Davydov Anatoli Firsov Anatoli Jonov Viktor Konovalenko Viktor Kuskin Boris Majorov Jevgeni Misjakov Juri Moissejev Viktor Polupanov Alexander Ragulin Igor Romisjevski Oleg Saitsev Jevgeni Simin Viktor Singer Vjatjeslav Starsjinov Vladimir Vikulov | Josef Černý Vladimír Dzurilla Jozef Golonka Jan Havel Petr Hejma Jiří Holík Josef Horešovský Jan Hrbatý Jaroslav Jiřík Jan Klapáč Jiří Kochta Oldřich Macháč Karel Masopust Vladimír Nadrchal Václav Nedomanský František Pospíšil František Ševčík Jan Suchý | Roger Bourbonnais Kenneth Broderick Raymond Cadieux Paul Conlin Gary Dineen Brian Glennie Ted Hargreaves Francis Huck Larry Johnston John McKenzie William McMillan Stephen Monteith Morris Mott Terrence O'Malley Danny O'Shea Gerry Pinder Herbert Pinder Wayne Stephenson |

### EM
Der blev uddelt EM-medaljer til de tre bedste europæiske hold ved OL.
| EM 1968 | EM 1968         |
| ------- | --------------- |
| Guld    | Sovjetunionen   |
| Sølv    | Tjekkoslovakiet |
| Bronze  | Sverige         |
| 4.      | Finland         |
| 5.      | Vesttyskland    |
| 6.      | DDR             |